# HD 68434
HD 68434，又名CP-55 1467，SAO 235784、HR 3218，是一颗恒星，视星等为5.66，位于銀經270.38，銀緯-12.26，其B1900.0坐标为赤經8h 7m 13.8s，赤緯-55° -12.26′ 26″。